# رافع (اسم)
رافع هو اسم علم مذكر من أصل عربي، ومعناه هو من يتناول الشيء ويحمله إلى الأعلى، ومن يرفع المجد لنفسه أو لغيره، ومزيح الهموم الشريف، والرافع الشرطي السري.

## شخصيات تحمل الاسم
- رافع الرويلي (لاعب كرة قدم سعودي، 5 يوليو 1990 – )
- رافع الشتيوي (درّاج طريق تونسي، 26 يناير 1986 – )
- رافع العيساوي (سياسي عراقي، 2 مارس 1966 – )
- رافع بن الليث (القرن 8 – القرن 9)
- رافع بن المعلى
- رافع بن خديج (صحابي من الأنصار، وأحد رواة الحديث النبوي. شهد مع النبي محمد المشاهد كلها بعد بدر)
- رافع بن عاشور (سياسي من تونس، 6 سبتمبر 1952 – )
- رافع بن مالك
- رافع دحام التكريتي (سياسي عراقي، 24 أبريل 1937 – 11 أكتوبر 1999)
- رافع دخيل (سياسي من تونس، 2 أكتوبر 1953 – )

## وصلات خارجية
- موسوعة السلطان قابوس لأسماء العرب نسخة محفوظة 5 أبريل 2019 على موقع واي باك مشين.